# Nick Sloane
Nicholas (Nick) Sloane, född 5 juli 1961 i Kitwe i dåvarande Nord-Rhodesia, är en sydafrikansk sjökapten och sjöbärgningsexpert.
Nick Sloane tillbringade sina första år i Nord-Rhodesia, som 1965 blev det självständiga Zambia. När han var tio år gammal blev hans sydafrikanska familj 1971 utvisad ur landet och flyttade till Durban i Sydafrika. Han började som sjöofficersaspirant på det sydafrikanska rederiet Safmarine 1980 och övergick, efter att ha medverkat i en dramatisk bärgning 1983, till rederiets bärgningsdivision. År 1989 fick han sydafrikansk licens som sjökapten.  Förutom med bärgningar inom Safmarine, bland annat på de stora havsbogserarna och bärgarna John Ross och Wolraad Woltemade, har han också arbetat med bärgning för efterträdarna Smit Internationale och Svitzer till 2011.
Han är mest känd för att ha lett räddningsoperationen av det havererade kryssningsfartyget Costa Concordia för ett bärgningskonsortium av Titan Salvage och Micoperi 2013–2014.
Han äger och leder sedan 2011 sydafrikanska Sloane Marine Ltd.
Den tyska havsforskningsorganisationen Geomar Helmholtz-Zentrum für Ozeanforschung Kiel, gav honom 2015 "Deutscher Meerespreis" för bärgningen av Costa Concordia.